# قسطل مقداد
قسطل مقداد  قرية سوريّة تتبع إداريّاً لمحافظة حلب منطقة عفرين ناحية مركز بلبل، بلغ تعداد سكانها 837 نسمة حسب التعداد السكاني لعام 2004.